# Canthonella
Canthonella là một chi bọ cánh cứng thuộc họ Scarabaeidae.